# トーネード (カタマランヨット)
トーネード (tornado) は、イギリスで設計された超高速で帆走する二人乗りのカタマラン（双胴艇）ヨット。

## 歴史
建造当初よりオリンピック制式艇として採用されることを目標とし、1966年秋イギリスでロドニー・マーシュ等により設計され、翌年ロンドン郊外エセックス州ブライトリングシーにあるリッヂ・ホワイトの造船所で初めて造られた。
フォーミュラークラスとして有名なＢクラスカタマランの血統を受け継ぎ、一切の妥協を排した艇体と艤装から生まれる卓越した性能は、オリンピック艇種選考会において競合他艇を全く寄せ付けず、1976年モントリオール大会からの制式艇採用が決まった。
設計当初はオーバーラップジブ＋ピントップメインの2枚セール、一人用トラピーズのみ装着のシンプルな艤装であったが、先鋭的装備を備えた他艇種の増加に伴い、2000年艤装を改めスピンネーカー（非対称のジェネーカータイプ）の追加、ジブセールの縮小とセルフタッキング化、メインセールのスクェアートップ採用による面積拡大化及び二人用トラピーズの採用に至った。
世界中で10余社がライセンス生産を行い現在までに6,000艇程度が生産されているが、半数以上はモントリオールオリンピック前後の70年代に進水している。イギリスのホワイト造船所及びスゥーデンのセイルセンター社の二社で大多数の製造を行っており、日本では静岡県御殿場市にあるＧＨクラフト社が数艇の製造実績を持っている。
艇種としての厳密な単一規格はなくスタンダード内での多少のアレンジが許容された艇体及び艤装を持つが、国際トーネード協会による計測のもと毎年白熱した世界選手権が行われている。また2008年北京大会を最後にオリンピックの正式競技種目から外れた。

## スペック
- 全長：6.09m（20 ft）
- 水線長：5.84m（20 ft）
- 全幅：3.02m（10 ft）
- マスト長：9.29m（30ft6in）
- 喫水（センターボード揚げ）：0.15m（6in）
- 喫水（センターボード降し）：0.76m（2ft6in）
- 艤装重量（セールを除く）：155 kg（最低）
- メインセール面積：16.61㎡（178.8sqft）
- ジブセール面積：5.33㎡（57.4sqft）
- ジェネーカー面積：25.00㎡（269.1sqft）
- 乗員数：2名（2トラピーズ）

## 主な装備と特徴

### 艇体
木製又はFRP製のカヌー状の細い船体（一般的にハルと呼びカタマランでは特別にスポンソンと呼ぶ）を前後のアルミビーム材により連結し中央部に布（トランポリンと呼ぶ）を張ったもの。船体自体は左右対称形で中央部にセンターボード、尾部に舵を持つ。トーネード以外のカタマラン艇は組み立てたままでの自動車運送を考慮して全幅2.5ｍ以内に設計建造されているが、トーネードは艇体アスペクト比2.0を保ち全長20フィート全幅10フィートとしている。ディンギーヨットとしては巨大で他艇種の2倍程度の大きさがあるため操船、維持管理とも容易ではない。

### マスト
アルミ又は炭素繊維（カーボン）製の回転式を装着。メインセール前縁の空力特性の向上と自在なセールカーブのコントロールを可能としている。

### セール
ポリエステル（商品名ダクロン）又はペンテックスラミネート製。メインジブ合計で22㎡の巨大な面積。10～3本程度のバテンが通りセール形状のコントロールを容易にしている。メインセールの下端をブームに入れないオープンフット式としている。

### セールハリヤード
ハリヤード（巻揚げ）ロープの伸びとマストの偏曲を嫌い、メインジブともに最上部で固定する方式が多い。その結果各艇複雑な構造をとりがちでトラブルが多い。

### ジェネーカー
カラフルなナイロン製。アビーム（横風）からダウンウインド（追風）の走りに用いる。

### バウスプリット
マスト根元から中央前部に突き出され、先端にジェネーカーが取り付く。多くの場合ジェネーカー収納袋と併設されスナッファーと呼ばれる。アネミ製、炭素繊維製。

### ダブルトラピーズ
巨大なセールは大きな推進力を生むと同時に艇を風下に傾ける力が発生する。傾きすぎると艇が転覆してしまう（「沈」と呼ぶ）ため、強風時に乗組員は二人ともマスト途中から下がったワイヤーに体をぶら下げて重心を風上外側に保つ。これをトラピーズと言う。

### 片ハル飛行
カタマランは風が強くなり艇の傾きが大きくなると風上のハルが水面から離れて浮き揚がり、風下の船体一本で帆走するようになる。この時水面から受ける抵抗は半分に減っているため、更なる高速帆走が可能となり飛ぶように走ることとなる。

### 超高速走航
上記で示したように軽い艇体、巨大で効率の良いセールそして水面抵抗の少ない船型は超高速帆走を可能としている。波が無く一定の強風が吹き続けるような条件が整えばその帆走スピードは30ノットに達する。

## 日本のトーネード
1980年代から始まったわが国のトーネードセーリングシーンは1988年の韓国ソウルオリンピックで頂点を迎えた。隣国での開催と言うこともあり選抜レースを経ての選手参加であり、小川・田村組が参加した。
その後活動する艇数は徐々に減少し、1990年代後半には東京湾を挟んで東岸千葉市稲毛ヨットハーバーと西岸神奈川県三浦海岸の二フリートが活動していたが2000年代に入ると稲毛フリートだけとなって現在に至っている。